# Kênh rạch tại München

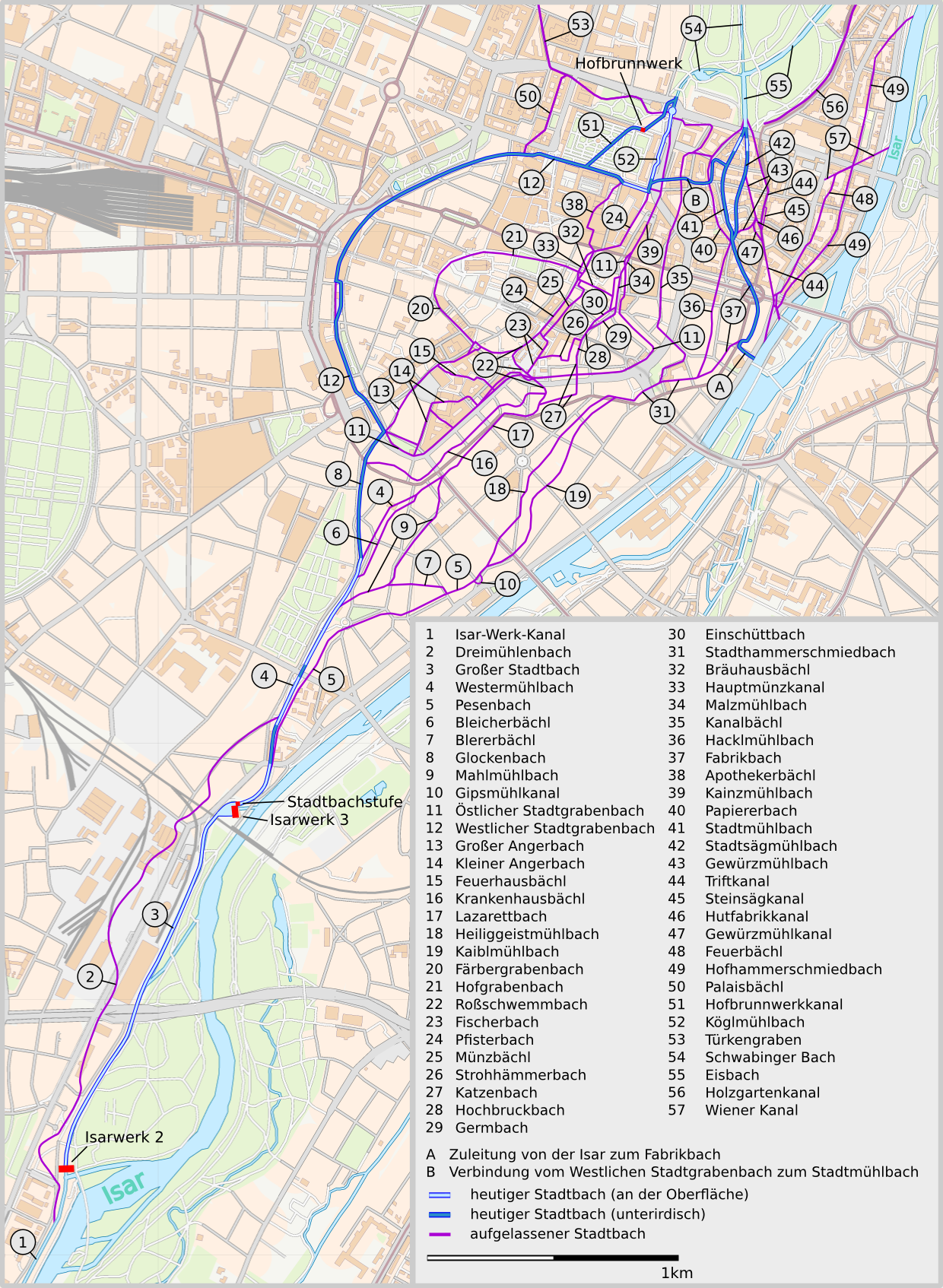
Bản đồ kênh rạch tại München

Kênh rạch tại München là một hệ thống nguyên thủy là tự nhiên sau này là các kinh đào từ sông Isar chảy ra. Nó đóng một vai trò quyết định trong việc phát triển kinh tế của München từ thời Trung cổ cho tới thế kỷ 19. Phần lớn kênh rạch trong phố hiện thời đã bị lấp lại hay bị xây che đi, tuy nhiên vẫn còn một số, chẳng hạn như những con suối chạy trong vườn Anh.

## Lịch sử

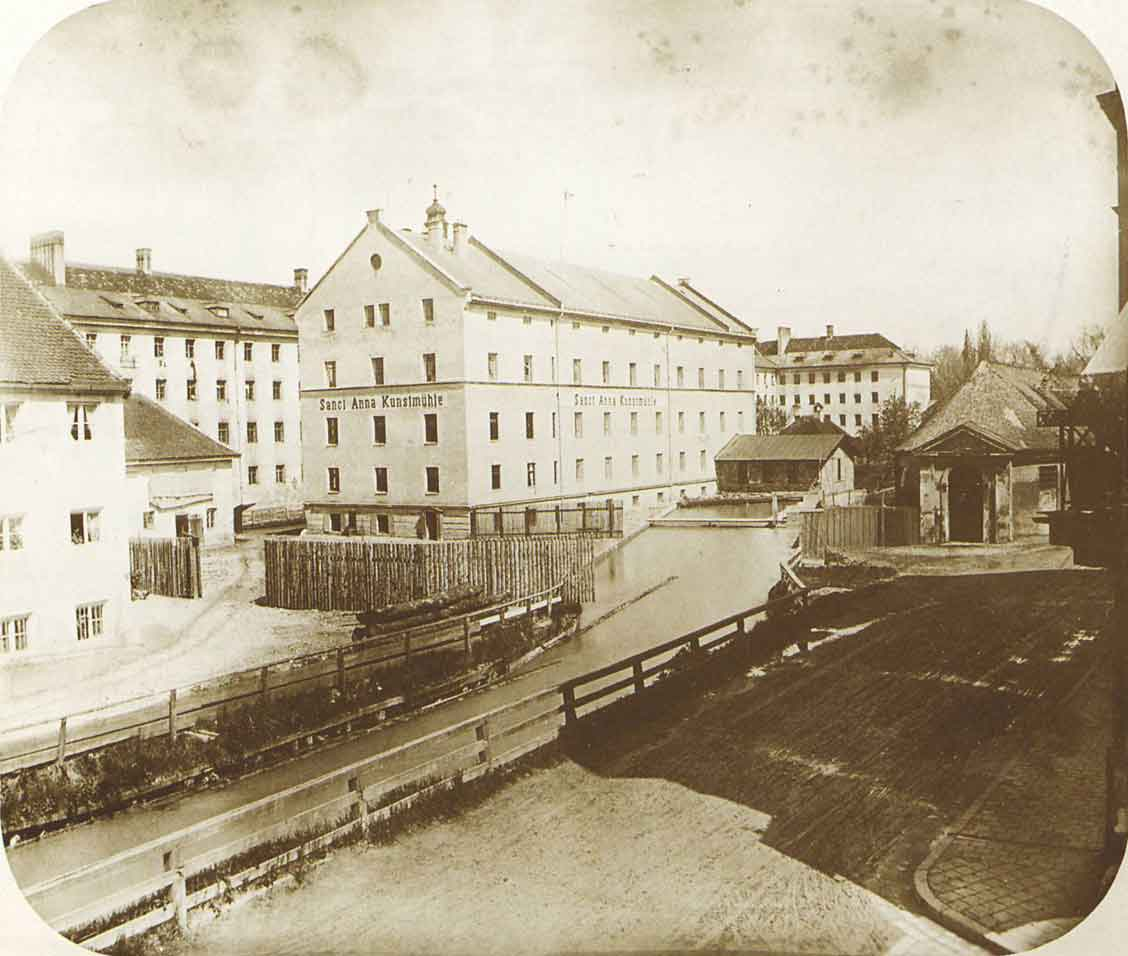
St. Anna Kunstmühle (nhà máy xay) bên Kainzmühlbach 1878

Vào thời đầu Trung cổ sông Isar tại München vẫn chạy tự nhiên và chia ra làm nhiều nhánh, mà hay thay đổi hướng nước chạy. Sau đó dần dần các nhà máy xay dùng sức nước của các nhánh này đã làm kiên cố các rạch này để định đoạt hướng chảy của chúng. Từ các rạch có sẵn, nước lại được chia ra cho cách rạch mới đào, sau này lại cho nhập vào với rạch cũ hay một rạch khác. Từ đó tạo ra một mạng lưới kênh rạch, các nhánh thường được đặt theo tên của nhà máy xay bên cạnh. 

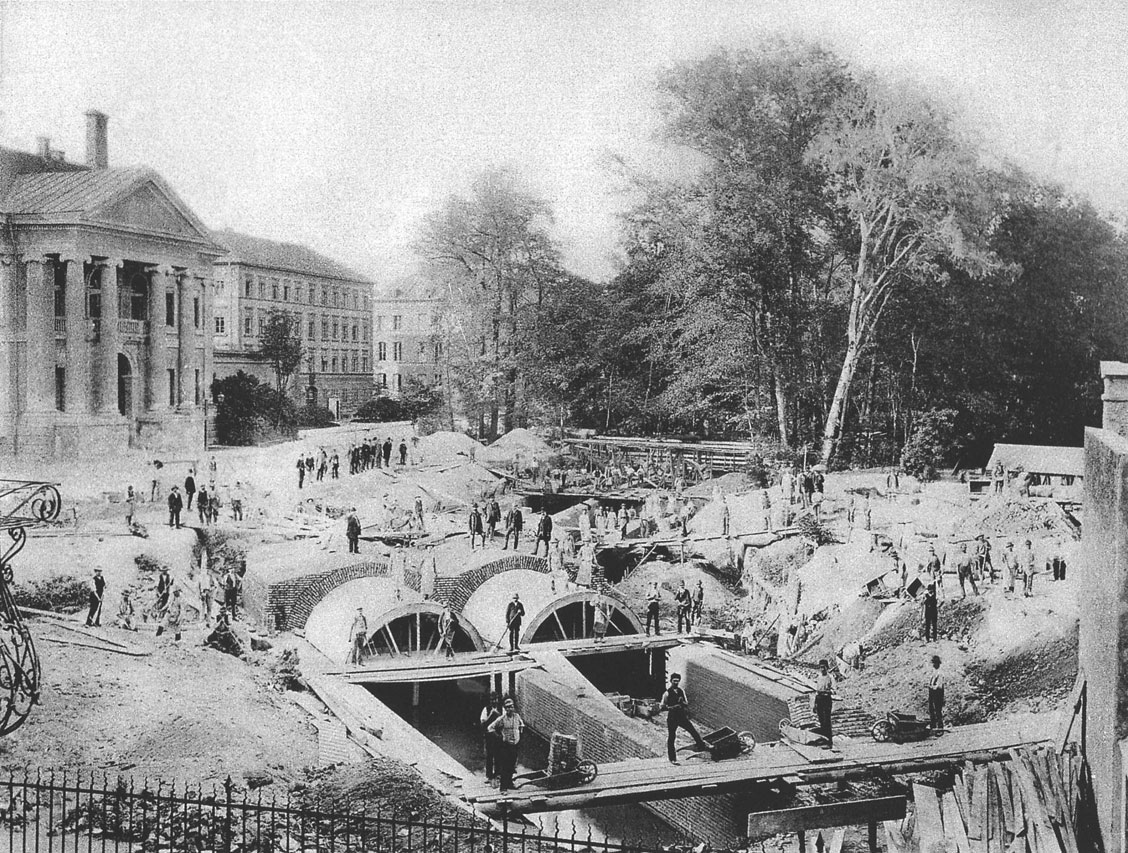
Rạch Schwabing bị phủ lên, 1890

Các nhà máy xay bên cạnh các dòng suối, không chỉ xay ngũ cốc thành bột. Sức nước của các suối còn được dùng để đập, nện, cưa, mài.  Cả các hố đào trước các tường thành trong việc phòng thủ đã lấy nước từ các kênh rạch này. Cả thành phố cũng dùng nước từ đó. Tuy nhiên nước uống thì người ta lấy từ các giếng nước. Từ thế kỷ 16 người ta dùng sức nước để bơm nước từ dưới đất lên các tháp nước và dẫn từ đó qua các ống nước vào các nhà.  Ngoài ra, các kênh rạch cũng được dùng để sa thải rác rưởi. Những rác và cây cối máng lại không trôi đi, làm cho nước chảy chậm, các nhà máy xay càng ít có năng lượng. Thế là họ phải làm cho các kênh khô đi, để có thể đào rộng lòng rạch trở lại. 

Với sự phát triển của kỹ thuật trong thế kỷ 19, các kênh đào mất đi các chức năng của chúng. Sau khi người ta xây xong hệ thống ống nước, và hệ thống cầu cống nhiều con rạch nhỏ bị lấp đi, hầu như tất cả kênh rạch bị xây che lại. Vào năm 1900 chỉ còn một vài khúc còn chạy trên mặt đất. 1966/67 từ 17,5 km từ các kênh rạch còn lại, khoảng 12 km bị lấp đi.

## Sách báo
- Peter Klimesch: Isarlust. Entdeckungen in München. MünchenVerlag, München 2011, ISBN 978-3-937090-47-4.
- Christine Rädlinger, Stadtarchiv München (Hrsg.): Geschichte der Münchner Stadtbäche. Verlag Franz Schiermeier, München 2004, ISBN 3-9809147-2-0.
- Franz Schiermeier: Münchner Stadtbäche. Reiseführer zu den Lebensadern einer Stadt. Verlag Franz Schiermeier, München 2010, ISBN 978-3-9813190-9-5.